# Mazur (nazwisko)
Mazur (forma żeńska Mazur, Mazurowa, Mazurówna, liczba mnoga Mazurowie) – polskie nazwisko. 13 pod względem popularności nazwisko w Polsce. Według bazy PESEL 27.01.2022 r. nazwisko to nosiło 34 193 Polek i 34 144 Polaków.
Nazwisko pochodzi od nazwy osobowej Mazur, czyli od mieszkańca Mazowsza.
Znaczna liczebność osób noszących to nazwisko może wiązać się z faktem, że z przeludnionego Mazowsza pochodzili liczni koloniści zasiedlający stopniowo różne tereny dawnej Rzeczypospolitej. W przysłowiach ludowych oznaczał człowieka upartego i walecznego
Istnieje teza, że słowo może mieć pochodzenie staroruskie – Madzior → Maziur → Mazur (węgierskie Magyar → Węgier) i pierwotnie oznaczało węgierskich najeźdźców. Z czasem nazwa została przeniesiona na przybywających z Mazowsza uciążliwych osadników.
Marcin Kromer oraz Alessandro Guagnini uważali, że nazwa Mazowsze pochodzi od imienia Miecława Maslausza albo Mazosza, cześnika Mieszko II Lambert, który zbiegł na Węgry.
Ponad 70% osób noszących nazwisko Mazur mieszka na południu kraju (głównie między Katowicami a Lublinem).

## Nazwisko Mazur w województwach
- podkarpackim – 9 530, nr 1
- lubelskim – 8 019, nr 2
- opolskim – 2 512, nr 3
- świętokrzyskim – 2 512, nr 4

## Znane osoby o tym nazwisku
- Adam Mazur - polski inżynier chemik
- Edward Mazur – polski przedsiębiorca działający w USA
- Elżbieta Mazur – polska pianistka mieszkająca w Austrii
- Hanna Zofia Fellmann-Mazur – polska biolog
- Ireneusz Mazur – siatkarz
- Jan Mazur – biskup siedlecki
- Jan Mazur – paulin, profesor nauki społecznej Kościoła katolickiego
- Jan Mazur – dziennikarz
- Jerzy Mazur – biskup ełcki
- Jerzy Mazur – kierowca rajdowy
- Kazimierz Mazur – polski aktor
- Krystyna Mazur – polska polityk
- Krystyna Mazurówna – polska tancerka
- Krzysztof Mazur – polski politolog i filozof, działacz polityczny
- Maciej Mazur dziennikarz, reporter TVN
- Magdalena Mazur – polska modelka i aktorka
- Marian Mazur – polski naukowiec
- Marian Mazur – polski prawnik
- Monika Mazur – polska aktorka
- Paweł Mazur – polski malarz, poeta, rysownik
- Przemysław Mazur – pilot rajdowy
- Sławomir Mazur – polski entomolog
- Stanisław Mazur – polski matematyk
- Tadeusz Czesław Mazur – polski biolog i parazytolog
- Włodzimierz Mazur – piłkarz, reprezentant Polski

## Pseudonim Mazur
- Włodzimierz Bochenek ps. Mazur (1894–1926) – polski wojskowy